# Ewelina Lisowska
Ewelina Monika Lisowska [ɛvɛˈlina liˈsɔfska], známá též jako Evelynn (* 23. srpen 1991) je polská zpěvačka, textařka a skladatelka. Popularitu ji přinesly hity „Nieodporny rozum” a „W stronę słońca”.

## Kariéra

### 2007–2011: Počátky kariéry a X Factor
Je absolventkou Hudební školy Grażyny Bacewicz ve Wrocławi se zaměřením na klasickou kytaru. Od roku 2007 zpívá v post-hardcorové kapele Nurth, ve kterém vystupuje pod pseudonymem Evelynn. Kromě melodického zpěvu využívá tzv. growling.
V roce 2011 se zúčastnila talentové show Mam talent! televize TVN. O rok později se dostala do semifinále polské adaptace soutěže X Factor, která také běžela ve vysílání televizní stanice TVN. Díky tomu podepsala obchodní kontrakt s hudebním vydavatelstvím HQT Music Group.

### 2012–2013: Aero-Plan
Své debutové EP s názvem Ewelina Lisowska vydala 7. srpna 2012. EP zpromoval singl „Nieodporny rozum”, ke kterému byl vytvořen videoklip v režii Dariusze Szermanowicza. Kompozice se umístila na 1. místě žebříčku AirPlay – Top a 6. v žebříčku neprodávanějších písní v roce 2012 u posluchačů Radia ZET, 7. u posluchačů Radia RMF FM a 3. u posluchačů Radia Eska. Dne 10. prosince 2012 se uskutečnila premiéra dalšího singlu zpěvačky s názvem „W stronę słońca”, který na YouTube zaznamenal před více než dva miliony zhlédnutí v průběhu týdne. Díky tomu se singl umístil v žebříčku YouTube 100 mezi nejhranější hudbou na světě v daném týdnu.
Dne 26. dubna 2013 proběhla ve vysílání Radia Eska premiéra třetího singlu zpěvačky „Jutra nie będzie” z jejího debutového studiového alba Aero-Plan, který byl vydán 7. května a debutoval na 10. místě seznamu OLiS. Dne 8. června 2013 vystoupila s písní „W stronę słońca” na koncertě Největší hity roku na festivalu TOPtrendy 2013 ve městě Sopoty.
Dne 15. června téhož roku získala v průběhu 50. Národního festivalu polské písně v Opole ocenění SuperJedynki v kategorii SuperArtystka. Dne 3. srpna 2013 byla během galavečera Eska Music Awards 2013 oceněna v kategorii Nejlepší hit (za píseň „W stronę słońca”), Nejlepší debut a Nejlepší umělec na internetu.
O den později (4. srpna) vystoupila jako support před začátkem koncertu Nelly Furtado. Koncert se konal za finále světového závodu regat The Tall Ships’ Races ve Štětíně. Jako support vystoupila také Ewa Farna. V září byla nominována na cenu MTV Europe Music Awards 2013 v kategorii Nejlepší polský počin. V roce 2013 také dabovala roli Natalie animovaného filmu Rysiek Lwie Serce, který měl premiéru 15. listopadu 2013. Také je autorkou písně „Na zawsze”, která se nachází na debutovém albu 9893 zpěváka Dawida Kwiatkowského. Singl měl premiéru 19. listopadu 2013.
V prosinci 2013 Google Zeitgeist zveřejnil seznam nejhledanějších pojmů na polském internetu. Ewelina Lisowska se umístila na 7. místě v kategorii „Nejpopulárnější osoby v roce 2013“, v kategorii „Nejpopulárnějších polské osobnosti v roce 2013“ obsadila 2. místo a stejnou pozici obsadila také v kategorii „Polská hudba na vrcholu 2013“. Ve stejném měsíci píseň „W stronę słońca” zaujala 6. místo v hlasování posluchačů o hit roku rádia RMF FM.

### 2014: Nowe horyzonty
Dne 1. května 2014 se zúčastnila koncertu Tu bije serce Europy (Zde bije srdce Evropy), který organizovala TVP u příležitosti 10. výročí přistoupení Polska k Evropské unii. Zde zpěvačka vystoupila se svou interpretací písně „Bailando” holandské zpěvačky Loony.
Dne 26. května 2014 se uskutečnila premiéra nového singlu zpěvačky, který nese název „We mgle”. Dne 6. června se zpěvačka objevila se skladbou v pěvecké soutěži „SuperPremiery”, který se konal v rámci 50. Národního festivalu polské písně v Opole. Ještě předtím vystoupila 30. května na koncertu „Králové internetu“ během prvního dne festivalu TOPtrendy 2014 s dalšími třemi interprety, kteří dosáhli největšího počtem prodaných singlů v předchozím roce v Polsku. Během koncertu zpěvačka získala cenu „Cyfrowa Piosenka Roku“, kterou ji udělila Polská společnost fonografického průmyslu ZPAV za píseň „W stronę słońca” s níž obsadila 2. místo v žebříčku o největší počte prodaných singlů v digitální podobě v roce 2013. Dne 28. října bylo vydáno její druhé studiové album Nowe horyzonty.
V listopadu 2014 zpěvačka vystoupila v reklamě polské sítě supermarketů Media Expert. V srpnu 2015 podepsala půlroční smlouvu s firmou Mattel, díky které se mohla zúčastnit reklamní kampaně „Barbie: rockowa księżniczka” (Panenka Barbie: rocková královna). Na základě smlouvy byly natočeny reklamní spoty a proběhlo i focení, také seděla v roli porotce během soutěže „Barbie. Głos ma siłę!”.

### 2015: Dancing with the Stars. Taniec z gwiazdami
Od 11. září do 13. listopadu 2015 se zpěvačka objevila ve čtvrté řadě pořadu „Dancing with the Stars. Taniec z gwiazdami“, který vysílala televize Polsat. Jejím tanečním partnerem byl Tomasz Barański. Navzdory vysokému hodnocení poroty vypadla v šesté epizodě pořadu odvysílaném 16. října a obsadila 6. místo. Dne 22. října, den před vydáním sedmé epizody show, televize Polsat informovala o navrácení páru do pořadu z důvodu odchodu Anny Cieślak, která měla zranění a musela odstoupit z dalšího průběhu programu. Nakonec se dvojice dostala do finále, které se konalo dne 13. listopadu. Dvojice jej nakonec vyhrála poté, co získala 56% hlasů diváků a překonala Łukasze Kadziewicze a Agnieszku Kaczorowskou.
Na konci července 2016 vydala Ewelina Lisowska další singl „Prosta sprawa”, který byl předzvěstí třetího studiového alba zpěvačky. Album s názvem Ponad wszystko mělo premiéru 4. listopadu téhož roku. Druhým promo singlem z alba byla kompozice „Zrób to!”

## Diskografie

### Studiová alba
| Rok  | Podrobnosti | Nejvyšší umístění | Certifikace        | Prodejnost     |
| Rok  | Podrobnosti | POL               | Certifikace        | Prodejnost     |
| ---- | --- | ----------------- | ------------------ | -------------- |
| 2013 | Aero-Plan - Vydáno: 7. květen 2013 - Vydavatel: HQT Music Group, Universal Music Polska - Formát: CD, digital download | 10                | - POL: zlatá deska | - POL: 15 000+ |
| 2014 | Nowe horyzonty - Vydáno: 28. říjen 2014 - Vydavatel: Universal Music Polska - Formát: CD, digital download             | 21                | - POL: zlatá deska | - POL: 15 000+ |
| 2016 | Ponad wszystko - Vydáno: 4. listopad 2016 - Vydavatel: Universal Music Polska                                          | 44                |                    |                |
| 2018 | Cztery - Vydáno: 22. června 2018 - Vydavatel: Universal Music Polska - Formát: CD, digital download                    |                   |                    |                |

### EP
| Rok  | Podrobnosti |
| ---- | --- |
| 2012 | Ewelina Lisowska - Vydáno: 7. srpen 2012 - Vydavatel: HQT Music Group, Universal Music Polska - Formát: CD, digital download |

### Singly
| Rok  | Titul                         | Nejvyšší umístění v žebříčcích | Nejvyšší umístění v žebříčcích | Nejvyšší umístění v žebříčcích | Nejvyšší umístění v žebříčcích | Nejvyšší umístění v žebříčcích | Nejvyšší umístění v žebříčcích | Nejvyšší umístění v žebříčcích | Nejvyšší umístění v žebříčcích | Certifikace               | Prodej         | Album            |
| Rok  | Titul                         | POL (airplay)                  | POL (airplay nowości)          | POL (airplay TV)               | RMF                            | Eska                           | Maxxx                          | SLiP                           | WiR                            | Certifikace               | Prodej         | Album            |
| ---- | ----------------------------- | ------------------------------ | ------------------------------ | ------------------------------ | ------------------------------ | ------------------------------ | ------------------------------ | ------------------------------ | ------------------------------ | ------------------------- | -------------- | ---------------- |
| 2012 | „Nieodporny rozum”            | 1                              | 2                              | 1                              | 1                              | 1                              | 2                              | 4                              | 1                              |                           |                | Ewelina Lisowska |
| 2012 | „W stronę słońca”             | 1                              | 4                              | 1                              | 1                              | 1                              | 1                              | 1                              | 2                              |                           |                | Aero-Plan        |
| 2013 | „Jutra nie będzie”            | –                              | 1                              | 2                              | 2                              | 2                              | 1                              | 21                             | 10                             |                           |                | Aero-Plan        |
| 2014 | „We mgle”                     | –                              | 1                              | –                              | 5                              | 1                              | –                              | 13                             | 10                             |                           |                | Nowe horyzonty   |
| 2014 | „Na obcy ląd”                 | 18                             | 4                              | 4                              | 3                              | 2                              | –                              | 27                             | –                              |                           |                | Nowe horyzonty   |
| 2014 | „Nowe horyzonty”              | –                              | 1                              | –                              | –                              | –                              | –                              | 18                             | –                              |                           |                | Nowe horyzonty   |
| 2015 | „Zatrzymaj się”               | 20                             | 3                              | –                              | 7                              | –                              | –                              | 34                             | –                              |                           |                | Ponad wszystko   |
| 2016 | „Prosta sprawa”               | 10                             | 1                              | –                              | 1                              | 7                              | 2                              | 28                             | –                              | - POL: 2× platinová deska | - POL: 40 000+ | Ponad wszystko   |
| 2016 | „Zrób to!”                    | –                              | –                              | –                              | –                              | 4                              | –                              | 32                             | –                              |                           |                | Ponad wszystko   |
| 2017 | „Niebo / Piekło (Jaro Remix)” | –                              | –                              | –                              | –                              | –                              | –                              | 47                             | –                              |                           |                | Ponad wszystko   |
| 2017 | „W sercu miasta”              | –                              | –                              | –                              | –                              | –                              | –                              | 46                             | –                              |                           |                | Cztery           |
| 2018 | „T-shirt"                     |                                |                                |                                |                                |                                |                                |                                |                                |                           |                | Cztery           |
| 2018 | „Tylko mój"                   |                                |                                |                                |                                |                                |                                |                                |                                |                           |                | –                |
| 2020 | „Nie mogę zapomnieć"          |                                |                                |                                |                                |                                |                                |                                |                                |                           |                | –                |
| 2020 | „More"                        |                                |                                |                                |                                |                                |                                |                                |                                |                           |                | –                |
| 2020 | „Kwarantanna"                 |                                |                                |                                |                                |                                |                                |                                |                                |                           |                | –                |

## Ocenění a nominace
| Rok  | Soutěž                                    | Kategorie                                              | Výsledek                  |
| ---- | ----------------------------------------- | ------------------------------------------------------ | ------------------------- |
| 2012 | To nejlepší v roce 2012 – Volba Onet.pl   | Píseň roku – Polsko („Nieodporny rozum”)               | 8. místo                  |
| 2013 | Bravoora                                  | Hit roku („Nieodporny rozum”)                          | Nominace                  |
| 2013 | Bravoora                                  | Zpěvačka roku                                          | Nominace                  |
| 2013 | SuperJedynki                              | SuperArtystka                                          | Vítězství                 |
| 2013 | SuperJedynki                              | SuperPrzebój („Nieodporny rozum”)                      | Nominace                  |
| 2013 | TOPtrendy 2013                            | Największe przeboje roku („W stronę słońca”)           | Nominace                  |
| 2013 | Eska Music Awards 2013                    | Nejlepší zpěvačka                                      | Nominace                  |
| 2013 | Eska Music Awards 2013                    | Nejlepší hit („W stronę słońca”)                       | Vítězství                 |
| 2013 | Eska Music Awards 2013                    | Najlepší debut                                         | Vítězství                 |
| 2013 | Eska Music Awards 2013                    | Eska TV Award – Najlepěí videoklip („W stronę słońca”) | Nominace                  |
| 2013 | Eska Music Awards 2013                    | eskaGO Award – Najlepszy artysta w sieci               | Vítězství                 |
| 2013 | Eska Music Awards 2013                    | Najlepší album (Aero-Plan)                             | Nominace                  |
| 2013 | MTV Europe Music Awards 2013              | Nejlepší polský počin                                  | Nominace                  |
| 2013 | Róże Gali 2013                            | Debut (nejpozoruhodnější hudební debut 2012 a 2013)    | Nominace                  |
| 2014 | TOPtrendy 2014                            | Cyfrowa Piosenka Roku („W stronę słońca”)              | 2. místo                  |
| 2014 | 51. Národní festival polské písně v Opole | SuperPremiery („We mgle”)                              | Nominace                  |
| 2014 | 51. Národní festival polské písně v Opole | SuperPremiera onetu.pl („We mgle”)                     | Vítězství                 |
| 2014 | Eska Music Awards 2014                    | Najlepší zpěvačka                                      | Nominace                  |
| 2014 | Festival v Sopotech 2014                  | Jantarový slavík („W stronę słońca”)                   | Nominace                  |
| 2014 | MTV Europe Music Awards 2014              | Nejlepší polský počin                                  | Nominace na divokou kartu |
| 2015 | Eska Music Awards 2015                    | Najlepší zpěvačka                                      | Nominace                  |